# 4K

Rezoluții populare

Rezoluția de 4K, numită simplu 4K, este o rezoluție orizontală de aproximativ 4.000 de pixeli. Există mai multe rezoluții 4K utilizate în mod obișnuit în televiziunea digitală și cinematografia digitală. În televiziune, 3840  ×  2160 (4K UHD) este standardul 4K dominant. În industria cinematografică, domină 4096  ×  2160 (DCI 4K).
Cota de piață a televiziunii 4K a crescut, pe măsură ce prețurile au scăzut dramatic în 2014 și 2015. Până în 2020, se estimează că mai mult de jumătate din gospodăriile americane vor avea televizoare cu capacitate de 4K, ceea ce ar fi o rată de adoptare mult mai rapidă decât cea a Full HD (1080p).